# Сельский округ (Россия)
Сельский округ — административно-территориальная единица, а также в 1995—2005 гг. муниципальное образование, на самом нижнем уровне в сельской местности в России.
Понятие сельского округа как муниципального образования было введено Федеральным законом «Об общих принципах организации местного самоуправления в Российской Федерации» от 28 августа 1995 года № 154, согласно п. 1, ст. 12, главе II (в редакции от 04.08.2000 N 107-ФЗ): «Территории муниципальных образований — городов, поселков, станиц, районов (уездов), сельских округов (волостей, сельсоветов) и других муниципальных образований — устанавливаются в соответствии с законами субъектов Российской Федерации с учетом исторических и иных местных традиций». Сельские округа были правопреемниками сельских советов и в большинстве случаев соответствовали этим сельсоветам территориально; в некоторых регионах термин «сельсовет» сохранился в наименованиях сельских поселений (например в Нижегородской области), а в других сельсоветы получили историческое название — волости (например в Псковской области).
В ходе муниципальной реформы 2006 года, на основе нового Федерального закона Российской Федерации от 6 октября 2003 года № 131 «Об общих принципах организации местного самоуправления в Российской Федерации», сельские округа потеряли значение муниципальных образований — наименьшим муниципальным образованием в сельской местности стали сельские поселения; соотношение сельских округов и сельских поселений варьируется в регионах: они могли полностью соответствовать территориально, сельские поселения могли быть образованы из нескольких сельских округов, территории сельских округов могли войти в состав городских поселений или округов и др.; во втором и третьем случаях понятие сельский округ могло сохранить самостоятельное значение (административное, статистическое и др.).
Как административно-территориальные единицы сельские округа существуют, например, при городах Краснодарского края: в составе внутригородских районов Сочи, в подчинении Армавира, Геленджика, Горячего Ключа, а также в составе Анапского и прочих административных районов края (вместе с поселковыми и станичными округами).

## Сельские округа в составе субъектов Российской Федерации
См. также Административные и территориальные округа по субъектам Российской Федерации
В следующих регионах Российской Федерации сельские округа используются или использовались в качестве объектов административно-территориального устройства:
- республики Адыгея, Марий Эл, Северная Осетия, Якутия;
- Краснодарский край;
- Белгородская, Брянская, Владимирская, Калининградская, Калужская, Кировская, Московская, Мурманская, Омская, Рязанская, Сахалинская, Смоленская, Тверская, Томская, Тульская, Тюменская, Ульяновская, Ярославская, Еврейская автономная и упразднённые во второй половине 2000-х Камчатская и Читинская области.

Полужирным шрифтом выделены регионы, в которых сельские округа в качестве объектов административно-территориального устройства используются в настоящее время. Помимо них, по одному сельскому округу сохранено в Мурманской и Сахалинской областях (Ёнский сельский территориальный и, соответственно, Бошняковский сельский, одноимённых им не существует).
За пределами Российской Федерации сельские округа на постсоветском пространстве используются в Казахстане.
Как административно-территориальные единицы сельские округа выделяются в следующих субъектах Российской Федерации:
- Белгородская область — в пределах территории сельских поселений в Белгородской области в качестве административно-территориальных единиц могут быть образованы сельские округа[3];
- Брянская область — сельские административные округа в составе административных районов[4][5];
- Кировская область — сельские округа в составе административных районов[6][7];
- Краснодарский край — сельские округа (а также поселковые и станичные округа) в составе городов краевого подчинения и административных районов[8][9];
- Марий Эл — сельские округа в составе административных районов[10];
- Мурманская область — в Ковдорском районе выделяется Ёнский сельский территориальный округ[11];
- Омская область — сельские округа в составе административных районов[12]
- Рязанская область — сельские округа в составе административных районов[13][14];
- Саха (Якутия) — наслеги (сельские округа) в составе улусов (административных районов) и города республиканского значения Якутска[15];
- Сахалинская область — Бошняковский сельский округ Углегорского административного района[16];
- Северная Осетия — сельские округа в составе административных районов[17];
- Тульская область — сельские округа в составе административных районов[18], городской округ Тула делится на территориальные округа с подчинёнными сельскими населёнными пунктами Зареченский, Привокзальный, Пролетарский, Советский, Центральный;
- Тюменская область — сельские округа в составе административных районов[19];
- Ульяновская область — сельские округа в составе административных районов[20];
- Челябинская область — сельские округа в составе административных районов[21];
- Ярославская область — сельские округа в составе административных районов[22][23].

Московская область — город областного подчинения с административной территорией (на муниципальном уровне городской округ) Домодедово включает 7 административных округов, организованных в сельской местности, то есть фактически являющихся сельскими округами; в сельской местности организовано и большинство территориальных округов Клина.
- Калининградская область — сельские округа в составе административных районов упразднены[27][28].

См. также Административные и территориальные округа по субъектам Российской Федерации

### Список одноимённых сельских округов
Общий список одноимённых сельских округов в регионах Российской Федерации.
Одноимённые российским сельские округа встречаются также в Казахстане, но их число сокращается в результате постоянного переименования.
| №   | Название                          | По регионам |
| --- | --------------------------------- | --- |
| 1   | Абрамовский                       | Кировская, Московская области |
| 2   | Азовский                          | Краснодарский край, Омская области |
| 3   | Аксёновский                       | Владимирская, Московская, Тверская области |
| 4   | Аксиньинский                      | Московская, Тульская области |
| 5   | Алашайский                        | Марий Эл |
| 6   | Александровский                   | Краснодарский край, Кировская, Омская, Рязанская, Смоленская, Тульская, Тюменская, Читинская области                                                                     |
| 7   | Алексеевский                      | Краснодарский край, Белгородская, Калининградская, Кировская, Омская, Рязанская, Смоленская, Тульская области, Марий Эл                                                  |
| 8   | Алексинский                       | Смоленская, Ярославская области |
| 9   | Алеурский                         | Читинская область |
| 10  | Алешинский (Алёшинский)           | Брянская, Рязанская, Тверская, Тульская области |
| 11  | Алфёровский                       | Смоленская, Тверская области |
| 12  | Андреевский                       | Белгородская, Владимирская, Кировская, Московская, Омская, Смоленская, Тюменская, Ярославская области                                                                    |
| 13  | Андрейковский                     | Смоленская, Тверская области |
| 14  | Анненковский                      | Ульяновская область |
| 15  | Антоновский                       | Белгородская, Омская, Тверская области |
| 16  | Апухтинский                       | Тверская, Тульская области |
| 17  | Арефинский                        | Владимирская, Ярославская области |
| 18  | Аристовский                       | Рязанская область |
| 19  | Архангельский                     | Краснодарский край, Белгородская, Кировская, Тверская, Тульская, Тюменская, Читинская, Ярославская области                                                               |
| 20  | Астаповский                       | Московская, Тульская области |
| 21  | Афанасовский                      | Белгородская, Владимирская области |
| 22  | Афанасьевский                     | Белгородская, Смоленская области |
| 23  | Бабаевский                        | Владимирская, Ярославская области |
| 24  | Бабинский                         | Смоленская, Тверская области |
| 25  | Бакинский                         | Краснодарский край, Омская область |
| 26  | Бакшеевский                       | Владимирская, Омская области |
| 27  | Балакиревский                     | Владимирская, Смоленская области |
| 28  | Барановский                       | Краснодарский край, Владимирская, Московская, Смоленская, Тверская, Тульская, Ульяновская области                                                                        |
| 29  | Барсуковский                      | Смоленская, Тульская области |
| 30  | Баскаковский                      | Смоленская, Тульская области |
| 31  | Батуринский                       | Краснодарский край, Рязанская, Смоленская, Томская области |
| 32  | Белавинский                       | Московская, Тверская области |
| 33  | Беловский                         | Белгородская, Рязанская области |
| 34  | Белоколодезский                   | Белгородская, Тульская области |
| 35  | Беломестненский                   | Белгородская область |
| 36  | Белореченский                     | Кировская, Рязанская области |
| 37  | Белосельский                      | Ярославская область, Адыгея |
| 38  | Белоярский                        | Омская, Ульяновская области |
| 39  | Бельковский                       | Брянская, Тульская области |
| 40  | Бельский                          | Кировская, Рязанская области |
| 41  | Беляевский                        | Кировская, Смоленская, Тульская области |
| 42  | Белянский                         | Белгородская область |
| 43  | Береговской                       | Белгородская, Рязанская области |
| 44  | Бережковский                      | Калининградская, Московская области |
| 45  | Березинский                       | Брянская, Смоленская, Тверская, Тюменская области |
| 46  | Березниковский                    | Владимирская, Кировская области |
| 47  | Берёзовский                       | Краснодарский край, Белгородская, Кировская, Омская, Рязанская, Тверская, Тульская, Тюменская области                                                                    |
| 48  | Бехтеевский                       | Белгородская, Смоленская области |
| 49  | Благовещенский                    | Краснодарский край, Кировская, Ярославская области |
| 50  | Бобровский                        | Тверская, Тульская области |
| 51  | Богдановский                      | Кировская, Смоленская, Тульская области |
| 52  | Богодуховский                     | Омская область |
| 53  | Боголюбовский                     | Владимирская, Омская, Рязанская области |
| 54  | Богородицкий                      | Рязанская область |
| 55  | Богородский                       | Белгородская, Ярославская области |
| 56  | Богословский                      | Белгородская, Омская, Рязанская области |
| 57  | Болдыревский                      | Тверская, Тюменская области |
| 58  | Большаковский                     | Калининградская, Омская области |
| 59  | Большесельский                    | Калининградская, Рязанская, Ярославская области |
| 60  | Борисовский                       | Белгородская, Московская, Омская, Рязанская, Тверская, Тульская области                                                                                                  |
| 61  | Борисоглебский                    | Владимирская, Ярославская области |
| 62  | Борковский                        | Рязанская, Смоленская, Тверская, Тюменская области |
| 63  | Боровковский                      | Кировская, Рязанская области |
| 64  | Боровский (Боровской)             | Кировская, Тюменская, Ярославская области (Рязанская область) |
| 65  | Бородинский                       | Краснодарский край, Московская, Омская, Смоленская области |
| 66  | Борский                           | Калининградская, Кировская области |
| 67  | Борчанский                        | Белгородская, Омская области |
| 68  | Ботовский                         | Тверская, Читинская области |
| 69  | Братский                          | Краснодарский край |
| 70  | Булатниковский                    | Владимирская, Московская, Тверская области |
| 71  | Булатовский                       | Кировская, Тверская области |
| 72  | Булгаковский                      | Рязанская, Смоленская области |
| 73  | Буньковский                       | Московская, Тюменская области |
| 74  | Бурашевский                       | Кировская, Тверская области |
| 75  | Бурмакинский                      | Кировская, Ярославская области |
| 76  | Бухоловский                       | Московская, Тверская области |
| 77  | Быковский                         | Белгородская, Кировская, Московская, Сахалинская, Тверская, Тульская области, Марий Эл                                                                                   |
| 78  | Бычковский                        | Рязанская область |
| 79  | Василевский (Василёвский)         | Владимирская, Смоленская, Тверская, Ярославская области |
| 80  | Васильевский                      | Белгородская, Кировская, Московская, Омская, Смоленская, Тверская, Тульская, Ярославская области, Марий Эл                                                               |
| 81  | Васильковский                     | Кировская, Тверская области |
| 82  | Васьковский                       | Смоленская, Тверская области |
| 83  | Введенский                        | Московская, Тверская области |
| 84  | Великовский                       | Владимирская, Кировская области |
| 85  | Великопольский                    | Кировская область, Марий Эл |
| 86  | Великосельский                    | Ярославская область |
| 87  | Вельяминовский                    | Краснодарский край, Брянская, Московская области |
| 88  | Верховский                        | Брянская, Кировская, Смоленская, Тверская области |
| 89  | Верхосунский                      | Кировская область |
| 90  | Веселовский                       | Краснодарский край, Белгородская область, Северная Осетия |
| 91  | Виноградовский                    | Московская область |
| 92  | Владимировский                    | Белгородская, Калининградская, Сахалинская, Смоленская области |
| 93  | Внуковский                        | Московская область |
| 94  | Воздвиженский                     | Краснодарский край, Московская, Ярославская области |
| 95  | Вознесеновский                    | Белгородская область |
| 96  | Волжский                          | Ярославская область |
| 97  | Волковский                        | Краснодарский край, Московская, Смоленская области |
| 98  | Волокский                         | Тверская область |
| 99  | Волочаевский                      | Читинская, Еврейская автономная области |
| 100 | Вольненский                       | Краснодарский край, Адыгея |
| 101 | Воробьёвский                      | Кировская, Смоленская области |
| 102 | Воронинский                       | Тверская, Томская области |
| 103 | Вороновский                       | Брянская, Московская, Томская области |
| 104 | Воронцовский                      | Омская, Смоленская, Тверская области |
| 105 | Ворошиловский                     | Омская, Смоленская, Тверская области |
| 106 | Воскресеновский                   | Сахалинская, Еврейская автономная области |
| 107 | Воскресенский                     | Краснодарский край, Московская, Омская, Сахалинская, Тверская, Тульская, Ярославская области                                                                             |
| 108 | Восточный                         | Краснодарский край, Сахалинская область |
| 109 | Выползовский                      | Рязанская, Тверская области |
| 110 | Высоковский                       | Владимирская, Калининградская, Кировская, Рязанская, Смоленская, Тверская, Ярославская области                                                                           |
| 111 | Высокский                         | Брянская область |
| 112 | Вязовский                         | Белгородская, Владимирская, Кировская, Смоленская области |
| 113 | Вятский                           | Кировская, Ярославская области, Марий Эл |
| 114 | Гавриловский                      | Владимирская, Калининградская, Московская, Рязанская, Ярославская области                                                                                                |
| 115 | Гагаринский                       | Смоленская, Тюменская области |
| 116 | Галицкий                          | Владимирская, Кировская, Тульская области |
| 117 | Галкинский                        | Владимирская, Читинская области |
| 118 | Гвардейский                       | Калининградская, Тульская области |
| 119 | Георгиевский                      | Краснодарский край, Кировская, Омская области |
| 120 | Глазовский                        | Московская область |
| 121 | Глебовский                        | Краснодарский край, Тверская, Ярославская области |
| 122 | Глинновский                       | Белгородская, Брянская области |
| 123 | Глубоковский                      | Владимирская, Московская области |
| 124 | Глуховский                        | Белгородская, Омская, Тверская области |
| 125 | Головинский                       | Белгородская, Владимирская, Московская, Ульяновская, Ярославская, Еврейская автономная области                                                                           |
| 126 | Гололобовский                     | Московская область |
| 127 | Горицкий                          | Тверская область |
| 128 | Горкинский                        | Белгородская, Владимирская, Московская, Тверская области |
| 129 | Горняцкий                         | Московская, Тверская области |
| 130 | Городецкий                        | Брянская, Рязанская, Тверская области |
| 131 | Городищенский                     | Белгородская, Брянская, Кировская, Московская, Смоленская, Тверская области                                                                                              |
| 132 | Городковский                      | Тверская область |
| 133 | Горский                           | Московская, Тверская области |
| 134 | Горьковский                       | Омская, Тульская, Тюменская области |
| 135 | Графовский                        | Белгородская область |
| 136 | Гребневский                       | Московская, Рязанская области |
| 137 | Гремячевский                      | Кировская, Тульская области |
| 138 | Грибановский                      | Омская, Тверская области |
| 139 | Григорьевский                     | Краснодарский край, Владимирская, Московская, Смоленская области |
| 140 | Гришинский                        | Владимирская, Московская, Рязанская, Смоленская, Тверская области |
| 141 | Губинский                         | Московская область |
| 142 | Давыдовский                       | Владимирская, Московская, Рязанская, Тверская, Тульская, Ярославская области                                                                                             |
| 143 | Даниловский                       | Владимирская, Кировская, Рязанская, Ярославская, Еврейская автономная области                                                                                            |
| 144 | Дегтянский                        | Рязанская область |
| 145 | Дегтярёвский                      | Брянская, Тюменская области |
| 146 | Демидовский                       | Белгородская, Владимирская, Московская, Смоленская области |
| 147 | Денисовский                       | Владимирская, Кировская, Смоленская, Тюменская области |
| 148 | Дмитриевский                      | Краснодарский край, Белгородская, Московская, Рязанская, Тульская, Ульяновская, Ярославская области, Адыгея                                                              |
| 149 | Дмитровский                       | Брянская, Московская, Тверская области |
| 150 | Днепровский                       | Краснодарский край, Смоленская область |
| 151 | Добринский                        | Калининградская, Смоленская, Еврейская автономная области |
| 152 | Добровольский                     | Калининградская, Омская области |
| 153 | Должанский                        | Краснодарский край, Белгородская область |
| 154 | Домнинский                        | Московская, Читинская области |
| 155 | Дубовской                         | Белгородская, Еврейская автономная области |
| 156 | Дубровинский                      | Тюменская область |
| 157 | Дубровицкий                       | Московская, Ярославская области |
| 158 | Дубровский                        | Брянская, Кировская, Смоленская, Тверская, Ульяновская области |
| 159 | Дядьковский                       | Краснодарский край, Московская, Рязанская области |
| 160 | Егоровский                        | Омская, Смоленская области |
| 161 | Екатерининский                    | Кировская, Омская области |
| 162 | Екатериновский                    | Краснодарский край, Омская, Рязанская области |
| 163 | Елизаветинский                    | Краснодарский край, Омская, Читинская области |
| 164 | Елькинский                        | Владимирская, Кировская, Самарская области |
| 165 | Еремеевский                       | Омская, Тверская области |
| 166 | Ермаковский                       | Омская, Тюменская, Ярославская области |
| 167 | Ермолинский                       | Московская, Смоленская области |
| 168 | Ермоловский                       | Рязанская, Ульяновская области |
| 169 | Ершовский                         | Кировская, Московская области |
| 170 | Ефремовский                       | Московская, Смоленская области |
| 171 | Жарковский                        | Кировская, Тверская области |
| 172 | Ждановский                        | Московская, Тверская области |
| 173 | Желанновский                      | Омская, Рязанская области |
| 174 | Жирновский                        | Кировская, Омская области |
| 175 | Жуковский                         | Белгородская, Смоленская, Тверская, Тульская области |
| 176 | Журавлёвский                      | Белгородская, Омская, Тюменская области |
| 177 | Журавский                         | Краснодарский край, Белгородская область |
| 178 | Заборский                         | Тверская область |
| 179 | Заборьевский                      | Рязанская, Смоленская области |
| 180 | Завидовский                       | Белгородская, Рязанская, Тверская области |
| 181 | Заводской                         | Смоленская, Томская области |
| 182 | Загарский                         | Кировская область |
| 183 | Загваздинский                     | Омская, Тюменская области |
| 184 | Заевский (Заёвский)               | Кировская, Тверская области |
| 185 | Зайцевский                        | Кировская, Смоленская, Тульская области |
| 186 | Заозерский                        | Кировская, Смоленская, Ярославская области |
| 187 | Запорожский                       | Краснодарский край, Камчатская область |
| 188 | Зареченский                       | Владимирская, Кировская, Московская, Мурманская, Омская, Рязанская, Тверская, Тюменская области                                                                          |
| 189 | Заречинский                       | Рязанская, Читинская области |
| 190 | Заречный                          | Калужская, Томская, Читинская области |
| 191 | Заринский                         | Кировская, Омская области |
| 192 | Захаровский                       | Московская, Рязанская, Тверская, Читинская области |
| 193 | Зашижемский                       | Кировская область, Марий Эл |
| 194 | Зеленогорский                     | Тверская область, Марий Эл |
| 195 | Зименковский                      | Владимирская область, Марий Эл |
| 196 | Знаменский                        | Белгородская, Калининградская, Кировская, Московская, Омская, Смоленская, Тверская, Читинская области, Марий Эл                                                          |
| 197 | Зоновский                         | Кировская, Тюменская области |
| 198 | Зубовский                         | Московская, Тульская области |
| 199 | Зуевский (Зуёвский)               | Кировская, Тверская области |
| 200 | Ивановский                        | Краснодарский край, Белгородская, Владимирская, Кировская, Московская, Омская, Рязанская, Смоленская, Тверская, Тульская, Тюменская области                              |
| 201 | Ивашковский                       | Московская, Смоленская области |
| 202 | Иевлевский                        | Тульская, Тюменская области |
| 203 | Ижевский                          | Кировская, Рязанская области |
| 204 | Ильинский                         | Краснодарский край, Белгородская, Владимирская, Кировская, Московская, Рязанская, Тверская, Тульская, Тюменская, Читинская, Ярославская области                          |
| 205 | Ильичёвский                       | Владимирская, Омская, Рязанская области |
| 206 | Илькинский                        | Владимирская область |
| 207 | Ингалинский                       | Омская, Тюменская области |
| 208 | Иртышский                         | Омская область |
| 209 | Исаковский                        | Смоленская, Тверская области |
| 210 | Искровский                        | Владимирская, Московская, Омская, Рязанская области |
| 211 | Кабардинский                      | Краснодарский край |
| 212 | Каблуковский                      | Смоленская, Тверская области |
| 213 | Казаковский                       | Кировская, Читинская области |
| 214 | Казановский                       | Тульская, Читинская области |
| 215 | Казанский                         | Краснодарский край, Омская, Тюменская области, Марий Эл |
| 216 | Казинский                         | Белгородская, Рязанская области |
| 217 | Калининский                       | Краснодарский край, Калининградская, Кировская, Омская, Рязанская, Тюменская, Читинская, Ярославская области, Северная Осетия, Еврейская автономная области              |
| 218 | Калиновский                       | Белгородская, Калининградская, Московская, Ульяновская области |
| 219 | Калужский                         | Краснодарский край, Калининградская область |
| 220 | Каменский                         | Брянская, Калининградская, Московская, Смоленская, Тверская, Тульская, Тюменская области                                                                                 |
| 221 | Канашский                         | Калининградская, Тюменская области |
| 222 | Каринский                         | Владимирская, Кировская, Московская области |
| 223 | Карповский                        | Московская, Омская области |
| 224 | Кашинский                         | Московская, Тверская области |
| 225 | Киевский                          | Краснодарский край, Тюменская область, Северная Осетия |
| 226 | Кирилловский                      | Брянская, Смоленская, Ярославская области |
| 227 | Кировский                         | Краснодарский край, Московская, Сахалинская, Тюменская, Еврейская автономная области, Адыгея, Северная Осетия                                                            |
| 228 | Киселёвский                       | Рязанская, Тверская области |
| 229 | Кисляковский                      | Краснодарский край, Кировская, Омская области |
| 230 | Клементьевский                    | Владимирская, Московская, Ярославская области |
| 231 | Климовский                        | Тверская, Ярославская области |
| 232 | Ключевский (Ключевской)           | Кировская, Омская, Тверская, Тульская, Тюменская, Читинская, Еврейская автономная области                                                                                |
| 233 | Клязьминский                      | Владимирская, Московская области |
| 234 | Князевский                        | Кировская, Омская, Рязанская, Ярославская области |
| 235 | Княщинский                        | Смоленская, Тверская области |
| 236 | Ковалёвский                       | Краснодарский край, Брянская область |
| 237 | Козинский                         | Белгородская, Смоленская области |
| 238 | Козловский                        | Владимирская, Кировская, Рязанская, Тверская, Тульская, Читинская области                                                                                                |
| 239 | Колесниковский                    | Рязанская, Смоленская области |
| 240 | Коломыцевский                     | Белгородская область |
| 241 | Колосовский                       | Калининградская, Кировская, Омская области |
| 242 | Колычёвский                       | Московская область |
| 243 | Комаровский                       | Кировская, Смоленская, Тверская области |
| 244 | Комсомольский                     | Краснодарский край, Белгородская, Кировская, Омская, Рязанская, Томская, Читинская области, Северная Осетия                                                              |
| 245 | Константиновский                  | Краснодарский край, Кировская, Московская области |
| 246 | Копнинский                        | Владимирская, Московская, Ярославская области |
| 247 | Кораблинский                      | Рязанская, Тульская области |
| 248 | Коржевский                        | Краснодарский край, Ульяновская область |
| 249 | Корневский                        | Калининградская, Рязанская области |
| 250 | Коротковский                      | Белгородская, Читинская области |
| 251 | Косиловский                       | Белгородская, Московская области |
| 252 | Косинский                         | Владимирская, Кировская области |
| 253 | Космодемьянский                   | Калининградская, Московская области |
| 254 | Костинский                        | Кировская, Московская, Омская области |
| 255 | Костровский                       | Калининградская, Московская области |
| 256 | Котовский                         | Белгородская, Тверская области |
| 257 | Красненский                       | Белгородская, Рязанская области |
| 258 | Красновский                       | Московская, Рязанская, Смоленская, Тверская, Тюменская, Ярославская области                                                                                              |
| 259 | Красногвардейский                 | Краснодарский край, Владимирская, Тульская области, Адыгея |
| 260 | Красногорский                     | Калининградская, Кировская, Московская, Омская, Тверская области, Северная Осетия                                                                                        |
| 261 | Краснознаменский                  | Омская, Смоленская, Тверская области |
| 262 | Краснокутский                     | Краснодарский край, Белгородская область |
| 263 | Краснооктябрьский                 | Белгородская, Владимирская, Московская, Омская, Рязанская, Смоленская, Ярославская области, Адыгея                                                                       |
| 264 | Краснопольский                    | Кировская, Сахалинская, Тульская области |
| 265 | Краснополянский                   | Белгородская, Калининградская, Омская области |
| 266 | Краснореченский                   | Кировская, Ульяновская области |
| 267 | Красносельский                    | Краснодарский край, Брянская, Владимирская, Ульяновская области |
| 268 | Красноярский                      | Калининградская, Кировская, Омская, Тульская, Тюменская, Ульяновская, Читинская области, Марий Эл                                                                        |
| 269 | Кротовский                        | Смоленская, Тюменская области |
| 270 | Кругловский                       | Белгородская, Смоленская области |
| 271 | Крутовский                        | Белгородская, Владимирская, Московская, Смоленская, Ярославская области                                                                                                  |
| 272 | Крыловский                        | Краснодарский край, Калининградская область |
| 273 | Крюковский                        | Белгородская, Кировская, Московская, Смоленская, Тверская, Тульская, Ярославская области                                                                                 |
| 274 | Крючковский                       | Тверская область |
| 275 | Кубанский                         | Краснодарский край |
| 276 | Кузнецовский                      | Кировская, Московская, Омская, Смоленская, Тверская, Тульская области, Марий Эл                                                                                          |
| 277 | Кузьминский                       | Владимирская, Московская, Рязанская области |
| 278 | Куйбышевский                      | Краснодарский край, Калининградская область |
| 279 | Кукуйский                         | Тульская область |
| 280 | Кулаковский                       | Московская, Тюменская области |
| 281 | Куликовский                       | Краснодарский край, Кировская, Московская, Омская области |
| 282 | Куринский                         | Краснодарский край, Кировская область |
| 283 | Курьяновский                      | Московская, Тверская области |
| 284 | Кутузовский                       | Калининградская, Московская, Омская области |
| 285 | Лавинский                         | Белгородская, Ульяновская области |
| 286 | Лавровский                        | Владимирская, Тверская области |
| 287 | Ладожский                         | Краснодарский край, Тверская область |
| 288 | Лазаревский                       | Кировская, Еврейская автономная области |
| 289 | Лапинский                         | Смоленская, Ярославская области |
| 290 | Ларионовский                      | Владимирская, Тверская области |
| 291 | Ленинский                         | Краснодарский край, Кировская, Московская, Омская, Рязанская, Смоленская, Тверская, Тюменская, Читинская, Ярославская, Еврейская автономная области                      |
| 292 | Леонтьевский                      | Московская, Тверская области |
| 293 | Лесниковский                      | Владимирская, Кировская, Смоленская области |
| 294 | Лесновский                        | Калининградская, Камчатская области |
| 295 | Лесной                            | Омская, Тверская, Тюменская области |
| 296 | Ликинский                         | Владимирская, Московская области |
| 297 | Липенский                         | Владимирская, Тверская области |
| 298 | Липовский                         | Калининградская, Смоленская, Тверская области |
| 299 | Литвиновский                      | Владимирская, Тульская области |
| 300 | Лобановский                       | Московская, Смоленская, Тульская области |
| 301 | Ложниковский                      | Омская, Читинская области |
| 302 | Ломовский                         | Белгородская, Кировская, Смоленская, Тульская, Ярославская области |
| 303 | Лопатинский                       | Кировская, Рязанская области |
| 304 | Лосевский                         | Краснодарский край, Тверская область |
| 305 | Лубянский                         | Белгородская, Рязанская области |
| 306 | Луговской                         | Калининградская, Московская, Омская, Тверская области |
| 307 | Лужниковский                      | Московская, Тверская области |
| 308 | Лукинский                         | Смоленская, Тверская области |
| 309 | Лукьяновский                      | Московская, Омская области |
| 310 | Львовский                         | Краснодарский край, Калининградская, Смоленская, Тульская области |
| 311 | Любавичский                       | Смоленская область |
| 312 | Любовниковский                    | Рязанская область |
| 313 | Майский                           | Белгородская, Владимирская, Калининградская, Московская, Тульская, Тюменская области, Адыгея, Северная Осетия                                                            |
| 314 | Макарьевский                      | Кировская область |
| 315 | Макеевский                        | Московская, Рязанская, Тверская области |
| 316 | Маклаковский                      | Рязанская, Смоленская области |
| 317 | Максимовский                      | Белгородская, Владимирская, Омская, Тверская области |
| 318 | Макшеевский                       | Московская, Смоленская области |
| 319 | Малаховский                       | Рязанская, Тульская области |
| 320 | Малеевский                        | Московская, Смоленская области |
| 321 | Малиновский                       | Кировская, Омская, Сахалинская, Томская, Тюменская области |
| 322 | Малышевский                       | Владимирская, Московская, Смоленская, Тверская, Читинская области |
| 323 | Мальковский                       | Московская, Тюменская области |
| 324 | Мальцевский                       | Московская, Смоленская области |
| 325 | Мамоновский                       | Московская, Рязанская, Смоленская области |
| 326 | Мангутский                        | Омская, Читинская области |
| 327 | Марковский                        | Кировская, Рязанская, Смоленская, Ярославская области, Марий Эл |
| 328 | Мартыновский                      | Тверская, Ярославская области |
| 329 | Марьинский                        | Краснодарский край, Брянская, Московская, Тверская, Ярославская области, Марий Эл                                                                                        |
| 330 | Масловский                        | Московская, Смоленская, Тверская области |
| 331 | Матвеевский                       | Тверская, Ульяновская области |
| 332 | Медведевский                      | Смоленская, Тверская, Тюменская области |
| 333 | Медвёдовский                      | Краснодарский край, Брянская область |
| 334 | Медведский                        | Кировская, Тульская области |
| 335 | Междуреченский                    | Мурманская, Омская области |
| 336 | Мелиховский                       | Белгородская, Калужская области |
| 337 | Мещеринский                       | Московская, Тульская области |
| 338 | Мещерский                         | Московская, Смоленская области |
| 339 | Микулинский                       | Московская, Рязанская области |
| 340 | Микшинский                        | Смоленская, Тверская области |
| 341 | Милославский                      | Рязанская, Тульская области |
| 342 | Мининский                         | Тульская, Тюменская области |
| 343 | Мирнинский                        | Брянская, Томская, Читинская области |
| 344 | Мирновский                        | Тверская, Ульяновская области |
| 345 | Митинский                         | Московская, Смоленская, Ярославская области |
| 346 | Михайловский                      | Краснодарский край, Калининградская, Кировская, Московская, Омская, Сахалинская, Смоленская, Тверская, Ульяновская, Ярославская области, Марий Эл, Северная Осетия       |
| 347 | Михалевский (Михалёвский)         | Московская, Смоленская, Тверская области |
| 348 | Мичуринский                       | Краснодарский край, Брянская, Калининградская, Тульская области, Северная Осетия                                                                                         |
| 349 | Мишинский                         | Рязанская, Смоленская области |
| 350 | Молоковский                       | Московская, Тверская области |
| 351 | Мордовский                        | Рязанская, Тульская области |
| 352 | Морозовский                       | Кировская, Омская, Тверская области |
| 353 | Московский                        | Брянская, Кировская, Московская, Тюменская области |
| 354 | Муравлянский                      | Рязанская, Тульская области |
| 355 | Муромский                         | Белгородская, Калининградская области |
| 356 | Мухинский                         | Кировская, Тверская области |
| 357 | Нагорный                          | Владимирская, Читинская области |
| 358 | Нагорский                         | Кировская область |
| 359 | Нагорьевский                      | Белгородская, Ярославская области |
| 360 | Надеждинский                      | Владимирская, Калининградская, Омская, Тульская области |
| 361 | Назаровский                       | Тверская, Тюменская, Ярославская области |
| 362 | Назарьевский                      | Московская область |
| 363 | Наумовский                        | Рязанская, Томская области |
| 364 | Незамаевский                      | Краснодарский край, Кировская область |
| 365 | Неклюдовский                      | Владимирская, Тверская области |
| 366 | Некрасовский                      | Краснодарский край, Калининградская, Омская, Тверская, Ярославская области                                                                                               |
| 367 | Нестеровский                      | Рязанская, Тверская области |
| 368 | Нивский                           | Мурманская, Омская, Тверская области |
| 369 | Низовский                         | Калининградская, Омская области |
| 370 | Никитинский                       | Рязанская, Смоленская, Ульяновская области |
| 371 | Никитский                         | Московская, Смоленская, Тульская области |
| 372 | Николаевский                      | Краснодарский край, Белгородская, Камчатская, Кировская, Омская, Рязанская области, Северная Осетия                                                                      |
| 373 | Никологорский                     | Владимирская, Тульская области |
| 374 | Никольский                        | Белгородская, Кировская, Московская, Омская, Рязанская, Смоленская, Тверская, Ярославская области                                                                        |
| 375 | Никулинский                       | Тверская, Тюменская, Ульяновская области |
| 376 | Новиковский                       | Рязанская, Сахалинская, Томская области |
| 377 | Новинский                         | Московская, Рязанская, Ярославская, Еврейская автономная области |
| 378 | Ново-Никольский                   | Тульская, Ярославская области |
| 379 | Новоалександровский               | Белгородская, Владимирская, Тюменская области |
| 380 | Новоберезовский (Новоберёзовский) | Рязанская, Тюменская, Читинская области |
| 381 | Новоивановский                    | Краснодарский край, Московская область |
| 382 | Новологиновский                   | Омская область |
| 383 | Новомихайловский                  | Краснодарский край, Смоленская область |
| 384 | Новониколаевский                  | Краснодарский край, Томская область |
| 385 | Новоникольский                    | Тверская, Тульская, Тюменская области |
| 386 | Новопетровский                    | Белгородская, Московская, Тульская, Тюменская области |
| 387 | Новорождественский                | Краснодарский край, Омская, Томская области |
| 388 | Новосёлковский                    | Московская, Рязанская, Тверская области |
| 389 | Новосельский                      | Краснодарский край, Брянская, Владимирская, Омская, Рязанская, Смоленская, Тульская, Ярославская области                                                                 |
| 390 | Новослободский                    | Белгородская, Ульяновская области |
| 391 | Новостроевский                    | Белгородская, Калининградская области |
| 392 | Новотроицкий                      | Кировская, Омская, Тюменская, Читинская, Еврейская автономная области |
| 393 | Новоуральский                     | Омская область |
| 394 | Новский                           | Московская, Сахалинская, Смоленская, Тверская области |
| 395 | Обуховский                        | Белгородская, Кировская, Московская области |
| 396 | Овсянниковский                    | Кировская, Рязанская, Тульская, Тюменская области |
| 397 | Озерковский                       | Калининградская, Рязанская, Тульская области |
| 398 | Озёрский                          | Белгородская, Калининградская, Сахалинская, Ульяновская области |
| 399 | Октябрьский                       | Краснодарский край, Владимирская, Кировская, Омская, Рязанская, Смоленская, Томская, Тульская, Ульяновская, Ярославская области, Адыгея, Марий Эл, Северная Осетия       |
| 400 | Окуневский                        | Кировская, Тюменская области |
| 401 | Ольгинский                        | Краснодарский край, Омская область, Северная Осетия |
| 402 | Ольховский                        | Рязанская, Сахалинская, Тверская области |
| 403 | Ольшанский                        | Белгородская, Рязанская области |
| 404 | Ононский                          | Читинская область |
| 405 | Ореховский                        | Калининградская, Омская, Тверская, Ульяновская области |
| 406 | Орловский                         | Омская, Рязанская, Тверская, Тюменская области |
| 407 | Осиновский                        | Кировская, Томская области |
| 408 | Островский                        | Рязанская область |
| 409 | Оськинский                        | Рязанская, Ульяновская области |
| 410 | Отрадненский                      | Краснодарский край, Белгородская, Брянская области |
| 411 | Отрадновский                      | Тверская, Ярославская области |
| 412 | Павловский                        | Брянская, Владимирская, Рязанская, Смоленская области |
| 413 | Пайгусовский                      | Марий Эл |
| 414 | Панинский                         | Рязанская область |
| 415 | Пановский                         | Владимирская, Омская области |
| 416 | Панфиловский                      | Владимирская область |
| 417 | Партизанский                      | Тюменская, Еврейская автономная области |
| 418 | Паскинский                        | Кировская, Тверская области |
| 419 | Пахомовский                       | Тульская, Тюменская области |
| 420 | Пашковский                        | Краснодарский край, Еврейская автономная область |
| 421 | Пеньковский                       | Рязанская, Тверская области |
| 422 | Первомайский                      | Краснодарский край, Брянская, Владимирская, Кировская, Московская, Смоленская, Тверская, Томская, Тульская, Тюменская области                                            |
| 423 | Песоченский                       | Брянская, Ярославская области |
| 424 | Пестриковский                     | Московская, Тверская области |
| 425 | Песчанский                        | Белгородская, Кировская, Читинская области |
| 426 | Петелинский                       | Омская, Тюменская области |
| 427 | Петровский                        | Краснодарский край, Белгородская, Кировская, Московская, Омская, Рязанская, Смоленская, Тверская области                                                                 |
| 428 | Печерский                         | Смоленская область |
| 429 | Пешковский                        | Московская, Читинская области |
| 430 | Пионерский                        | Камчатская, Рязанская, Смоленская области |
| 431 | Плосковский                       | Белгородская, Смоленская области |
| 432 | Плотавский                        | Белгородская область |
| 433 | Плотниковский                     | Кировская, Тверская области |
| 434 | Побединский                       | Калининградская, Томская области, Адыгея |
| 435 | Победовский                       | Омская, Тверская области |
| 436 | Погореловский                     | Белгородская, Рязанская области |
| 437 | Погорельский                      | Смоленская, Тверская, Ярославская области |
| 438 | Подосиновский                     | Кировская, Тульская области |
| 439 | Покровский                        | Краснодарский край, Белгородская, Калининградская, Кировская, Омская, Московская, Рязанская, Сахалинская, Смоленская, Тверская, Тульская, Тюменская, Ярославская области |
| 440 | Поливановский                     | Рязанская, Ульяновская области |
| 441 | Поломский                         | Кировская область |
| 442 | Полуяновский                      | Смоленская, Тюменская области |
| 443 | Полянский                         | Рязанская область |
| 444 | Понизовский                       | Смоленская, Тверская области |
| 445 | Поповский                         | Белгородская, Тульская области |
| 446 | Порезский                         | Кировская область |
| 447 | Порецкий                          | Владимирская, Московская области |
| 448 | Пореченский                       | Калининградская, Омская, Сахалинская, Тверская области |
| 449 | Правдинский                       | Калининградская, Тульская области |
| 450 | Преображенский                    | Кировская, Рязанская области |
| 451 | Пречистенский                     | Смоленская, Ярославская области |
| 452 | Пригородный                       | Краснодарский край, Владимирская, Калининградская, Рязанская, Смоленская, Тверская, Тульская области                                                                     |
| 453 | Пригорский                        | Смоленская, Тверская области |
| 454 | Придорожный                       | Краснодарский край, Рязанская область |
| 455 | Прииртышский                      | Омская, Тюменская области |
| 456 | Прикубанский                      | Краснодарский край |
| 457 | Приозёрный                        | Владимирская, Читинская области |
| 458 | Прозоровский                      | Кировская, Ярославская области |
| 459 | Пролетарский                      | Краснодарский край, Владимирская, Омская области |
| 460 | Пронинский                        | Смоленская, Тверская области |
| 461 | Протасовский                      | Московская, Тульская области |
| 462 | Прохоровский                      | Тульская, Тюменская области |
| 463 | Прудищинский                      | Владимирская, Тульская области |
| 464 | Прудковский                       | Смоленская область |
| 465 | Пустошинский                      | Кировская, Московская области |
| 466 | Пушкарский                        | Белгородская, Тульская области |
| 467 | Пушкинский                        | Краснодарский край, Брянская, Калининградская, Кировская, Московская, Омская, Смоленская, Тверская области                                                               |
| 468 | Пятницкий                         | Московская, Тверская области |
| 469 | Рагозинский                       | Брянская, Омская области |
| 470 | Раевский                          | Краснодарский край, Смоленская область |
| 471 | Раздольненский                    | Краснодарский край, Камчатская область, Северная Осетия |
| 472 | Раздольский                       | Краснодарский край, Тюменская область |
| 473 | Раменский                         | Кировская, Московская, Тверская, Ярославская области |
| 474 | Рассветовский                     | Краснодарский край, Тульская, Тюменская области |
| 475 | Ревенский                         | Брянская область |
| 476 | Репинский                         | Омская, Смоленская области |
| 477 | Речицкий                          | Брянская, Московская области |
| 478 | Ржевский                          | Белгородская область |
| 479 | Роговский                         | Краснодарский край, Брянская, Кировская, Московская области |
| 480 | Родионовский                      | Ярославская область |
| 481 | Родниковский                      | Краснодарский край |
| 482 | Рождественский                    | Белгородская, Владимирская, Кировская, Рязанская, Смоленская, Тверская, Тульская, Ярославская области                                                                    |
| 483 | Рожковский                        | Рязанская область |
| 484 | Розовский                         | Омская область |
| 485 | Романовский                       | Калининградская, Тверская, Тульская области |
| 486 | Русановский                       | Кировская, Омская, Смоленская области |
| 487 | Ручьёвский                        | Владимирская, Тверская области |
| 488 | Рябовский                         | Кировская, Тверская, Тюменская области |
| 489 | Рязановский                       | Московская, Ульяновская области |
| 490 | Рязанский                         | Краснодарский край, Омская область |
| 491 | Рязанцевский                      | Московская, Ярославская области |
| 492 | Саввинский                        | Московская область |
| 493 | Савинский                         | Кировская, Смоленская, Ярославская области |
| 494 | Садовский                         | Калининградская, Ульяновская области |
| 495 | Садовый                           | Владимирская, Тверская, Тульская области, Адыгея, Северная Осетия |
| 496 | Салтыковский                      | Кировская, Рязанская области |
| 497 | Санниковский                      | Владимирская, Тюменская области |
| 498 | Саратовский                       | Краснодарский край, Омская область |
| 499 | Сафоновский                       | Белгородская, Московская области |
| 500 | Свободненский                     | Краснодарский край, Калининградская область |
| 501 | Северный                          | Краснодарский край, Кировская, Томская, Тульская области |
| 502 | Селецкий                          | Брянская, Владимирская, Рязанская, Тверская области |
| 503 | Селивановский                     | Белгородская, Владимирская область |
| 504 | Селинский                         | Владимирская, Кировская, Московская области |
| 505 | Селищенский                       | Тверская, Ярославская области |
| 506 | Семёновский                       | Владимирская, Кировская, Московская, Омская, Рязанская, Тверская, Ярославская области                                                                                    |
| 507 | Сергеевский                       | Брянская, Омская, Томская области |
| 508 | Сергиевский                       | Краснодарский край, Белгородская область, Адыгея |
| 509 | Сердежский                        | Кировская область, Марий Эл |
| 510 | Сидоровский                       | Московская, Тверская области, Марий Эл |
| 511 | Синцовский                        | Кировская, Тверская области |
| 512 | Ситниковский                      | Омская, Тюменская области |
| 513 | Славянский                        | Калининградская, Омская области |
| 514 | Сладковский                       | Краснодарский край, Тюменская область |
| 515 | Слободской                        | Московская, Рязанская, Смоленская, Тульская, Ярославская области |
| 516 | Слободчиковский                   | Омская, Тюменская области |
| 517 | Слудский                          | Кировская область |
| 518 | Сметанинский                      | Кировская, Смоленская области |
| 519 | Смирновский                       | Омская, Тюменская области |
| 520 | Смоленский                        | Краснодарский край, Читинская, Ярославская области |
| 521 | Смородинский                      | Белгородская область |
| 522 | Соболевский                       | Камчатская, Московская, Смоленская области |
| 523 | Советский                         | Краснодарский край, Белгородская, Кировская, Сахалинская области, Северная Осетия                                                                                        |
| 524 | Совхозный                         | Белгородская, Московская области |
| 525 | Соколовский                       | Краснодарский край, Белгородская, Брянская, Кировская, Московская, Сахалинская, Смоленская области                                                                       |
| 526 | Солдатский                        | Белгородская область |
| 527 | Солнечный                         | Омская, Тверская области, Марий Эл |
| 528 | Соловецкий                        | Кировская, Омская области |
| 529 | Соловьёвский                      | Омская, Сахалинская, Смоленская, Читинская области |
| 530 | Сорокинский                       | Белгородская, Омская, Тверская, Тульская Тюменская области |
| 531 | Сосновский                        | Брянская, Калининградская, Кировская, Московская, Омская, Ульяновская области                                                                                            |
| 532 | Спасский                          | Кировская, Московская, Рязанская, Тверская, Томская, Тульская, Ярославская области                                                                                       |
| 533 | Спешневский                       | Рязанская, Ульяновская области |
| 534 | Сретенский                        | Кировская область |
| 535 | Старицкий                         | Кировская, Тверская области |
| 536 | Старосельский                     | Брянская, Смоленская области |
| 537 | Степановский (Стёпановский)       | Кировская, Московская области |
| 538 | Степанцевский                     | Владимирская область |
| 539 | Степнинский                       | Омская, Читинская области |
| 540 | Степновский                       | Тюменская, Еврейская автономная области |
| 541 | Столбовский (Столбовской)         | Брянская, Кировская области (Еврейская автономная область) |
| 542 | Стрелецкий                        | Белгородская область |
| 543 | Стригинский                       | Владимирская, Смоленская области |
| 544 | Строкинский                       | Московская, Омская области |
| 545 | Студенецкий                       | Смоленская, Тульская области |
| 546 | Суводский                         | Кировская область |
| 547 | Суворовский                       | Краснодарский край, Брянская область |
| 548 | Сырцевский                        | Белгородская, Тверская области |
| 549 | Сычёвский                         | Смоленская, Тверская области |
| 550 | Талицкий                          | Кировская, Московская, Тверская области |
| 551 | Тарховский                        | Московская, Тверская области |
| 552 | Татарский                         | Омская, Смоленская области |
| 553 | Телятниковский                    | Рязанская, Тверская области |
| 554 | Тенгинский                        | Краснодарский край |
| 555 | Теренинский                       | Московская, Смоленская области |
| 556 | Терновский                        | Краснодарский край, Белгородская область |
| 557 | Тимирязевский                     | Калининградская, Тверская, Томская, Ульяновская области, Адыгея |
| 558 | Тимошкинский                      | Рязанская, Тверская области |
| 559 | Титовский                         | Брянская, Тверская области |
| 560 | Токаревский                       | Рязанская, Смоленская области |
| 561 | Толстиковский                     | Владимирская, Тверская области |
| 562 | Тороповский                       | Кировская, Ярославская области |
| 563 | Троицкий                          | Краснодарский край, Кировская, Омская, Рязанская, Сахалинская, Тверская, Ярославская области, Северная Осетия                                                            |
| 564 | Трофимовский                      | Смоленская, Ярославская области |
| 565 | Трубачёвский                      | Томская, Читинская области |
| 566 | Трубинский                        | Московская, Тверская области |
| 567 | Трудовой                          | Краснодарский край, Тверская область |
| 568 | Тумановский                       | Кировская, Омская, Смоленская области |
| 569 | Тупиковский                       | Смоленская, Тверская области |
| 570 | Тургеневский                      | Владимирская, Калининградская области |
| 571 | Туровский                         | Кировская, Московская, Рязанская области |
| 572 | Тырновский                        | Рязанская область |
| 573 | Уваровский                        | Смоленская, Тверская области |
| 574 | Ульянинский                       | Московская, Тверская области |
| 575 | Ульяновский                       | Калининградская, Калужская, Тверская, Ярославская области |
| 576 | Упорненский                       | Краснодарский край |
| 577 | Усовский                          | Кировская, Тюменская области |
| 578 | Усолинский                        | Марий Эл |
| 579 | Успенский                         | Краснодарский край, Кировская, Московская, Рязанская, Тверская, Тюменская области                                                                                        |
| 580 | Устьевский                        | Камчатская, Рязанская области |
| 581 | Утинский                          | Кировская, Омская области |
| 582 | Ушаковский                        | Московская, Омская, Смоленская, Тюменская области |
| 583 | Фатеевский                        | Кировская, Тюменская области |
| 584 | Федоровский (Фёдоровский)         | Краснодарский край, Брянская, Владимирская, Рязанская, Смоленская, Тверская, Тульская области                                                                            |
| 585 | Федосеевский                      | Белгородская, Кировская области |
| 586 | Филимонковский                    | Московская, Ярославская области |
| 587 | Филипповский                      | Владимирская, Кировская области |
| 588 | Фоминский                         | Владимирская, Ярославская области |
| 589 | Фрунзенский                       | Калининградская, Рязанская, Смоленская области |
| 590 | Харьковский                       | Краснодарский край, Белгородская, Смоленская области |
| 591 | Хлебниковский                     | Калининградская, Тверская области, Марий Эл |
| 592 | Хмелевский                        | Белгородская, Брянская, Кировская, Томская, Тюменская, Ульяновская области                                                                                               |
| 593 | Холмовский (Холмовской)           | Смоленская, Ярославская области (Смоленская область) |
| 594 | Хорошёвский                       | Кировская, Смоленская, Тверская области |
| 595 | Хорошковский                      | Омская область |
| 596 | Хорошовский                       | Московская, Смоленская области |
| 597 | Хохловский                        | Белгородская, Омская, Смоленская, Тюменская области |
| 598 | Хуторской                         | Белгородская, Омская области |
| 599 | Царёвский                         | Московская, Рязанская области |
| 600 | Целинный                          | Краснодарский край, Омская область |
| 601 | Центральный                       | Краснодарский край, Тверская, Тульская области |
| 602 | Чапаевский                        | Калининградская, Омская, Сахалинская области |
| 603 | Чебаклинский                      | Омская область |
| 604 | Чепецкий                          | Кировская область |
| 605 | Черниговский                      | Краснодарский край, Омская область |
| 606 | Чернореченский                    | Кировская, Рязанская области |
| 607 | Черняевский                       | Омская, Тульская области |
| 608 | Чернятинский                      | Московская, Тульская области |
| 609 | Чижовский                         | Рязанская, Смоленская области |
| 610 | Чирковский                        | Кировская, Тюменская области |
| 611 | Чистопрудненский                  | Калининградская, Кировская области |
| 612 | Чудиновский                       | Владимирская, Кировская, Ярославская области |
| 613 | Чулковский                        | Владимирская, Кировская, Московская, Рязанская области |
| 614 | Шабановский                       | Краснодарский край, Тюменская область |
| 615 | Шараповский                       | Белгородская, Московская, Омская, Смоленская, Тверская области |
| 616 | Шаталовский                       | Белгородская, Смоленская области |
| 617 | Шевченковский                     | Краснодарский край, Омская область |
| 618 | Шеметовский                       | Московская, Рязанская области |
| 619 | Шестаковский                      | Кировская, Московская, Смоленская области |
| 620 | Шипиловский                       | Владимирская, Ярославская области |
| 621 | Ширинский                         | Тульская, Ярославская области |
| 622 | Шишкинский                        | Тюменская, Читинская области |
| 623 | Юбилейный                         | Кировская область, Марий Эл |
| 624 | Юдинский                          | Московская, Ярославская области |
| 625 | Южный                             | Краснодарский край, Владимирская, Омская, Читинская области |
| 626 | Юркинский                         | Московская область, Марий Эл |
| 627 | Юровский                          | Брянская, Московская, Тверская, Тюменская области |
| 628 | Юрьевский                         | Белгородская, Омская, Смоленская, Тверская области |
| 629 | Яблоневский                       | Рязанская, Тульская области |
| 630 | Яблоновский                       | Белгородская область |
| 631 | Ямской                            | Московская область |
| 632 | Ярковский                         | Омская, Тюменская области |
| 633 | Ярославский                       | Краснодарский край, Тульская область |
| 634 | Ясеновский                        | Рязанская, Тульская области |
| 635 | Ясновский                         | Калининградская, Сахалинская области |